# Главни ђенералштаб (Краљевина Југославија)
Главни ђенералштаб је био орган министра војске и морнарице Краљевине Југославије у миру. На његовом челу се налазио начелник Главног ђенералштаба који је имао чин војводе или ђенерала и положај, право и власт команданта армијске области.
Министар је уз припомоћ Главног ђенералштаба командовао војском и морнарицом у име краља и био одговоран за готовост и спрему војске, морнарице и земље за рат. По огласу опште мобилизације Главни ђенералштаб је улазио у састав Штаба Врховне команде као њен орган за командовање и управу у операцијама целокупне војске и морнарице на ратишту.

## Историја
Југословенски Главни ђенералштаб је наследио српски Главни ђенералштаб (засебну установу и помоћни орган министра војног Краљевине Србије) чије је последње уређење било прописано Уредбом о ђенералштабној струци од 28. децембра 1902, по старом календару.
По Уредби о Главном ђенералштабу и о ђенералштабној струци од 10. априла 1920. Главни ђенералштаб је одређен као засебно надлештво и помоћни орган министра војног и морнарице Краљевства Срба, Хрвата и Словенаца. Начелник Главног ђенералштаба је имао једног помоћника. Сам Главни ђенералштаб је имао четири одељења (Оперативно, Обавештајно, Саобраћајно и Историјско) и Географски институт.
По огласу опште мобилизације Главни ђенералштаб се претварао у Штаб Врховне команде. Оперативно, Обавештајно и Саобраћајно одељење продужавали су под истим називом своју функцију у Врховној команди. Историјско одељење је прелазило, са смањеним саставом, под Министарство војно и морнарице, а такође и Географски институт.
Нова Уредба о Главном ђенералштабу и ђенералштабној струци је донесена 19. марта 1923, са каснијим изменама и допунама, а затим и 21. јуна 1927. Две године касније, 6. септембра 1929, донесен је и Закон о устројству војске и морнарице којим су законски дефинисани задатак и улога Главног ђенералштаба.

## Задатак
Главни ђенералштаб је имао задатак да:
- потпомаже министра војске и морнарице у спреми војске, морнарице и државе за рат;
- предлаже и израђује организацију, формацију и дислокацију војске и морнарице;
- проучава питања која се односе на наоружање и материјалну спрему војске и морнарице уопште и да у томе погледу чини потребне представке министру војске и морнарице;
- проучава целокупну државу у војном погледу, прикупља потребне статистичке податке и израђује пројекте за спрему државе у војном погледу;
- стара се о одржавању на савременој висини научне спреме виших команданата и осталих официра и о њиховом усавршавању у командовању и вођењу; затим, да проучава научну и моралну спрему војске и страних војски, утиче на целокупну наставу у војсци и морнарици и да по томе чини потребне представке министру војске и морнарице;
- израђује ратне и операцијске планове и све што је у вези са тим;
- израђује све послове који се односе на мобилизацију и демобилизацију народне војне силе и све што је у вези са тим;
- проучава са војног гледишта стране државе и прикупља све податке у томе погледу;
- израђује историју ратова и чува и сређује ратну архиву.

## Начелник
Начелник Главног ђенералштаба је имао чин војводе или ђенерала и положај, право и власт команданта армијске области. Постављао га је краљ указом на предлог министра војске и морнарице. Под начелником су непосредно стајали: први и други помоћник, начелници одељења и шеф Кабинета начелника. Помоћници начелника су имали чин ђенерала и положај, право и власт команданта дивизијске области. И помоћнике је постављао краљ указом на предлог министра војске и морнарице. Начелник Главног ђенералштаба је истовремено био председник Ђенералштабне комисије и шеф ђенералштабне струке.
Дужности начелника Главног ђенералштаба су биле да: руководи свима пословима који су спадали у делокруг рада Главног ђенералштаба; израђује ратне и операцијске планове, с обзиром на правац државне политике, о чему је добијао потребне податке од министра војске и морнарице, и да о овим пословима реферише краљу, врховном заповеднику; управља целокупном наставом у војсци и морнарици; припрема и руководи великим маневрима односно већим вежбама трупа, у границама одобрених кредита; припрема и руководи вежбама виших команданата, ђенералштабних официра и официра за ђенералштабне послове, као и да издаје потребна упутства командантима армијских области и морнарице за извођење оваквих вежби за својим потчињеним командантима; чини потребне представке министру војске и морнарице по питањима која су спадала у надлежност Главног ђенералштаба и његову; одобрава набавке и издатке Главног ђенералштаба у границама кредита одобрених буџетом и министарским решењима; води рачуна о свим ђенералштабним официрима и официрима за ђенералштабне послове, као шеф ђенералштабне струке, и да чини представке министру војске и морнарице за њихово унапређење и распоред, као и за наименовање официра за војне изасланике при посланствима на страни; оцењује лица која су му непосредно била потчињена.

## Ђенералштабна комисија
Ђенералштабну комисију су састављали: начелник Главног ђенералштаба (председник) и помоћници начелника Главног ђенералштаба и начелници Оперативног, Обавештајног, Саобраћајног и Наставног одељења (редовни чланови). Начелник Историјског одељења и шефови одсека позивали су се по потреби. Исто тако, могли су се позвати и: инспектори родова војске, команданти морнарице и ваздухопловства, председници и чланови комитета, начелници одељења и шефови одсека Министарства војске и морнарице и професори Војне академије.
Задатак Ђенералштабне комисије је био да: претреса и доноси одлуке по главним питањима, пројектима и прописима из круга рада Главног ђенералштаба, уколико је то на процену подносио начелник Главног ђенералштаба; врши избор официра за ђенералштабну струку; утврђује програм и распоред рада за спрему приправника за ђенералштабну струку; оцењује успех приправника по завршетку I и II године припреме; испитује приправнике за ђенералштабну струку и одлучује о њиховом преводу у струку или о враћању у род војске; израђује предлоге за распоред ђенералштабних официра и официра за ђенералштабне послове и војних изасланика; сваке године по свршеном оцењивању чини предлог за превод из ђенералштабне струке у род војске оних ђенералштабних официра који нису имали погодбе да остану у ђенералштабној струци.

## Одељења
Главни ђенералштаб је био подељен на пет одељења (Оперативно, Наставно, Обавештајно, Саобраћајно и Историјско) и Кабинет начелника Главног ђенералштаба. На челу сваког одељења је стајао начелник који је руководио свим пословима у одељењу и био одговоран за њих. Сви начелници одељења су били редовно дивизијски ђенерали који су раније били ђенералштабни официри или официри за ђенералштабне послове. Изузетно, начелник Историјског одељења је могао бити дивизијски ђенерал и из рода војске. Начелници одељења су имали положај, право и власт команданта дивизијске области. Шеф кабинета начелника Главног ђенералштаба је био виши официр и имао је положај, право и власт пуковског или батаљонског команданта.
Одељења су се делила на одсеке (секције), а шефови одсека су били виши официри и имали су положај, право и власт команданта пука или батаљона. Одсеци су били: Оперативног одељења (Оперативни, Мобилизацијски и Организацијски), Наставног одељења (без одсека), Обавештајног одељења (I, II, III и IV секција), Саобраћајног одељења (Железничко-пловидбени, Етапни, Поштанско-телеграфски и Интендантски) и Историјског одељења (без одсека). Начелнике одељења, шефа Кабинета начелника и шефове одсека постављао је краљ указом на предлог министра војске и морнарице.